# Vetulonia
Vetulonia ou Vetulonium, en étrusque Vatluna est une ancienne cité étrusque. Son site a été identifié par Isidoro Falchi à la fin du XIXe siècle avec un village de la commune de Castiglione della Pescaia, qui, ayant porté les noms de Colonnata puis de Colonna di Buriano, fut renommé Vetulonia en 1887 par un décret royal.
D'autres spécialistes, dont Carlo Dotto dei Dauli, ont situé la Vetulonia antique à Poggio Castiglione près de Massa Marittima.

## Histoire
Les premiers villages sur le poggio Colonna datent de l'époque villanovienne. Du VIIe siècle av. J.-C. datent les deux nécropoles de la cité, dont les tombes au riche mobilier attestent de l'importance des élites. Au VIe siècle av. J.-C. on construisit un mur cyclopéen, dit Mura dell'Arce
Selon Denys d'Halicarnasse, Vetulonia fut une des cinq cités étrusques à assister la ligue latine dans sa guerre contre Rome sous Tarquin l'Ancien. 
Selon Silius Italicus, les licteurs et les faisceaux prendraient leur origine à Vetulonia. Cette assertion a semblé être confirmée par la découverte en 1898 dans un ancien tombeau étrusque de Vetulonia (dit « Tomba del littore ») des restes de fasces, d’où émergeait une hache bipenne. L’interprétation de cet unique vestige à la lumière d’un texte ancien est de nos jours considérée avec prudence.
La ville devint sous l'empire romain un centre secondaire et sombra dans l'obscurité pendant la période médiévale. En 1323, la ville fut acquise par la commune de Massa Marittima, avant d'être donnée à Sienne neuf ans plus tard.

## Les découvertes archéologiques
Les premiers vestiges archéologiques à Colonna di Buriano furent mis au jour par des paysans en 1880. Isidoro Falchi, un archéologue autodidacte, ayant eu vent de ces découvertes, identifia le site à Vetulonia, la cité étrusque perdue, que les archéologues cherchaient dans la Maremme depuis des décennies. Cette identification s'appuyait sur les inscriptions VATL des monnaies antiques découvertes. Il formula cette hypothèse dans deux publications en 1880 et 1881, et obtint un permis de fouilles en 1884.
Depuis la découverte de la première tombe en 1892, il publia tous les ans un compte-rendu de la progression des fouilles dans la revue Notizie degli Scavi di Antichità. Son style vivant et populaire, ses méthodes non-orthodoxes et sa documentation imprécise lui valurent des critiques de la part de la communauté scientifique. Le débat sur l'identification du site fit rage, et finalement une commission ministérielle donna raison à Falchi en 1893.
Le musée archéologique de Vetulonia, réaménagé, porte le nom d’Isidoro Falchi depuis 2000 et rassemble outre les résultats des recherches plus récentes, ses nombreuses découvertes.